# سنگ‌چشم بیشه گابلا
سنگ‌چشم بیشه گابلا (نام علمی: Laniarius amboimensis) نام یک گونه از سرده زنگ‌آواها است.